# Валагински хребет
Валаганският хребет (на руски: Валаганский хребет) е планински хребет на полуостров Камчатка, в средните части на дългата планинска система Източен хребет, в югоизточната част на Камчатски край, Русия. Простира се от север-североизток на юг-югозапад на протежение около 150 km между долината на река Камчатка на запад и долината на река Жупанова (влива се в Кроноцкия залив) и Кроноцкото езеро на югоизток. Максимална височина връх Корниловская 1695 m (54°34′56″ с. ш. 158°59′30″ и. д. / 54.582222° с. ш. 158.991667° и. д.), в централната част. Изграден е от кристалинни шисти, гранити и вулканична лава. По западния му склон се спускат къси и бурни реки (Кавича, Китилгина, Урц, Шчапина) десни притоци на река Камчатка, а по източните – леви притоци на Жупанова и притоци на Кроноцкото езеро. Стръмните му склонове са обрасли с гори от каменна бреза, а по нагоре следват храсталаци и високопланински пасища.